# Вежбінек
Вежбінек (пол. Wierzbinek) — село в Польщі, у гміні Вежбінек Конінського повіту Великопольського воєводства.
Населення — 499 осіб (2011).
У 1975-1998 роках село належало до Конінського воєводства.

## Демографія
Демографічна структура станом на 31 березня 2011 року:
|          | Загалом | Допрацездатний вік | Працездатний вік | Постпрацездатний вік |
| -------- | ------- | ------------------ | ---------------- | -------------------- |
| Чоловіки | 242     | 45                 | 172              | 25                   |
| Жінки    | 257     | 70                 | 130              | 57                   |
| Разом    | 499     | 115                | 302              | 82                   |